# Audrey Powers
Audrey Powers est vice-présidente des missions et des opérations de vol de l'entreprise aérospatiale et de vols spatiaux américaine Blue Origin. Le 13 octobre 2021, Powers a accompagné William Shatner ainsi que deux autres touristes spatiaux à bord d'une fusée New Shepard dans le cadre de la mission Blue Origin NS-18 dans l'espace. Elle devient ainsi la deuxième femme à participer à un vol suborbital au-dessus de la ligne de Kármán.
Elle a obtenu un diplôme de Bachelor en ingénierie aéronautique et astronautique de l'Université Purdue et a ensuite travaillé comme ingénieure. En tant qu'ingénieure en guidage et contrôle, elle a été contrôleur de vol pour la NASA avec 2000 heures de travail en console au Mission Control pour le programme de la Station spatiale internationale. Tout en soutenant des programmes de satellites gouvernementaux pour Lockheed Martin, Mme Powers a obtenu un Juris Doctor en 2008 de la Faculté de droit de l'Université de Santa Clara. Elle travaille actuellement comme avocate
.